# Ivan Brzić
Ivan Brzić (Novi Sad, 28 maggio 1941 – Novi Sad, 2 giugno 2014) è stato un allenatore di calcio e calciatore jugoslavo, di ruolo centrocampista.

## Carriera

### Giocatore

#### Nazionale
La sua unica partita con la Jugoslavia risale al 18 settembre 1966, in occasione dell'amichevole persa 1-2 contro l'Unione Sovietica.

## Statistiche

### Cronologia presenze e reti in nazionale
| Cronologia completa delle presenze e delle reti in nazionale ― Jugoslavia | Cronologia completa delle presenze e delle reti in nazionale ― Jugoslavia | Cronologia completa delle presenze e delle reti in nazionale ― Jugoslavia | Cronologia completa delle presenze e delle reti in nazionale ― Jugoslavia | Cronologia completa delle presenze e delle reti in nazionale ― Jugoslavia | Cronologia completa delle presenze e delle reti in nazionale ― Jugoslavia | Cronologia completa delle presenze e delle reti in nazionale ― Jugoslavia | Cronologia completa delle presenze e delle reti in nazionale ― Jugoslavia |
| Data                                                                      | Città                                                                     | In casa                                                                   | Risultato                                                                 | Ospiti                                                                    | Competizione                                                              | Reti                                                                      | Note                                                                      |
| ------------------------------------------------------------------------- | ------------------------------------------------------------------------- | ------------------------------------------------------------------------- | ------------------------------------------------------------------------- | ------------------------------------------------------------------------- | ------------------------------------------------------------------------- | ------------------------------------------------------------------------- | ------------------------------------------------------------------------- |
| 18-9-1966                                                                 | Belgrado                                                                  | Jugoslavia                                                                | 1 – 2                                                                     | Unione Sovietica                                                          | Amichevole                                                                | -                                                                         |                                                                           |
| Totale                                                                    |                                                                           | Presenze                                                                  | 1                                                                         |                                                                           | Reti                                                                      | 0                                                                         |                                                                           |

## Palmarès

### Giocatore

#### Competizioni nazionali
- Campionato jugoslavo: 1

Vojvodina: 1965-1966

### Allenatore

#### Competizioni nazionali
- Campionato peruviano: 3

Universitario: 1992, 1993
Alianza Lima: 2001